# Strongheart
Strongheart (né en 1917 en Allemagne, mort en 1929 à Los Angeles), de son vrai nom Etzel von Oeringen, est un chien de type berger allemand qui a eu une carrière au cinéma, avec des rôles dans plusieurs films muets américains dans les années 1920.
Il a une étoile sur le Walk of Fame à Hollywood. Avec trois autres chiens, Rintintin, Uggie et Lassie, il est l'un des quatre acteurs animaux à être honorés de la sorte.
Une marque d'alimentation pour chiens a donné le nom de Strongheart à ses produits.
Il est mort à la suite d'un accident lors d'un tournage en 1929, après une chute durant laquelle il entre en contact avec un projecteur brûlant. Gravement brûlé il meurt quelques jours plus tard. Un de ses descendants, Lightning a également été chien acteur.

## Filmographie
- 1921 : Hurle à la mort (The Silent Call) de Laurence Trimble
- 1922 : Brawn of the North de Laurence Trimble
- 1924 : The Love Master de Laurence Trimble (Archives du Film du CNC in Bois d’Arcy)
- 1925 : North Star
- 1925 : White Fang (d'après le livre Croc-Blanc de Jack London)
- 1927 : The Return of Boston Blackie (en)

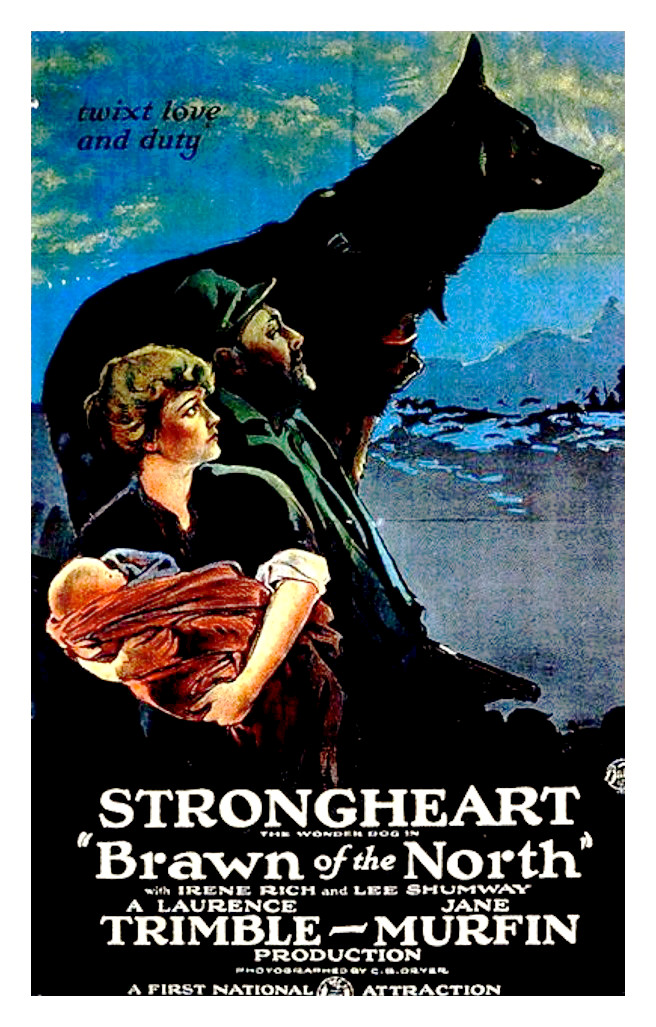
Brawn of the North poster
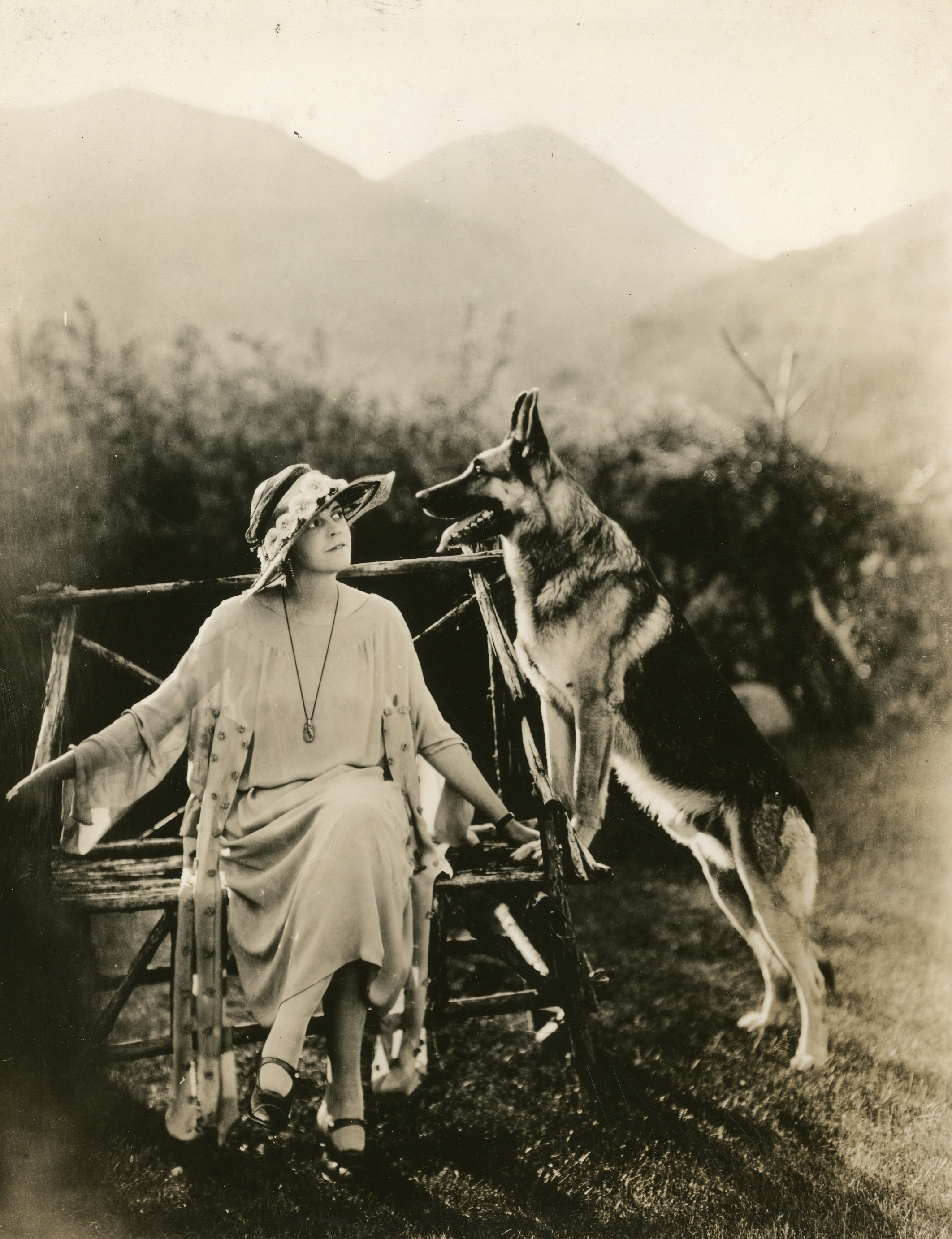
avec Jane Murfin en 1922
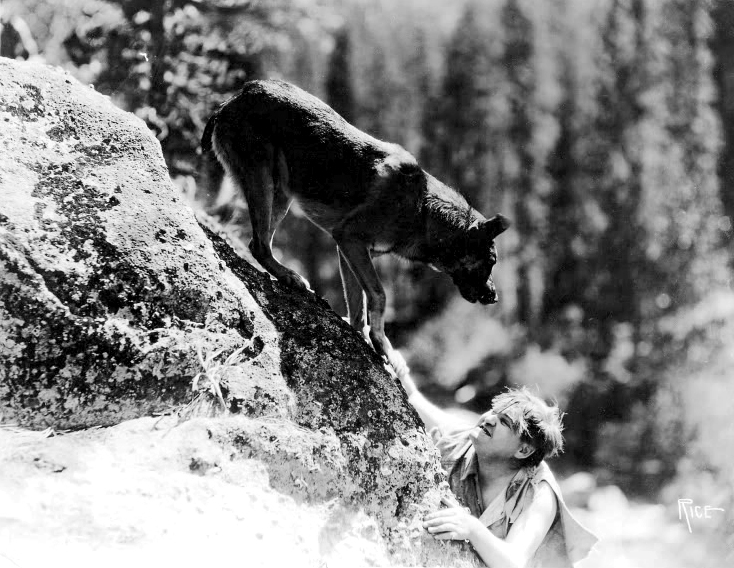
Strongheart dans The Silent Call (1921)